# Карнагорове
Карнаго́рове — село Березівської міської громади у Березівському районі Одеської області в Україні. Населення становить 29 осіб.

## Населення
Згідно з переписом 1989 року населення села становило 133 особи, з яких 56 чоловіків та 77 жінок.
За переписом населення 2001 року в селі мешкали 133 особи.

### Мова
Розподіл населення за рідною мовою за даними перепису 2001 року:
| Мова       | Чисельність | Відсоток |
| ---------- | ----------- | -------- |
| українська | 132         | 98,50%   |
| російська  | 1           | 0,75%    |
| білоруська | 1           | 0,75%    |
| Усього     | 134         | 100%     |

## Люди
В селі народився Гевелюк Микола Петрович (1935—1999) — український живописець.

## В культурі
В селі Карнагорове відзнято ряд сцен з фільму режисера Михаїла Кауфмана "Небувалий похід".